# Jean Elleinstein
Jean Elleinstein, né le 6 août 1927 à Paris et mort le 16 janvier 2002 à Pernay, est un historien français spécialiste du communisme.
Permanent du Parti communiste français depuis l'âge de vingt ans, il travaille à la Fédération mondiale de la jeunesse démocratique, puis est responsable du Centre d'études et de recherches marxistes (CERM), avant de devenir dans les années 1970 « le porte-parole d'un nouveau communisme - à visage humain ».

## Biographie
Fils d'un petit industriel, Jean Elleinstein doit passer la ligne de démarcation en 1941 et vivre clandestinement jusqu'en 1944 où il entre dans les Milices patriotiques à Megève. Il adhère au Parti communiste français à la Libération, à l'âge de dix-sept ans. Il devient très vite un permanent du Parti, d'abord en tant que journaliste à l'agence de presse communiste, puis au bureau de presse du PCF, avant d'être affecté aux jeunesses communistes et à la Fédération mondiale de la jeunesse démocratique. De 1947 à 1952, il est ainsi chargé de la propagande du parti.
Son activisme qui l'amène à s'engager contre la guerre d'Indochine, le conduit à passer quelques semaines en prison en 1949, puis seize mois dans la clandestinité en 1952-1953. Il se trouve alors au bureau national de la jeunesse communiste (l'UJRF), directeur du journal Avant-garde et secrétaire du Comité français de la jeunesse démocratique. Il reprend ses études, devient professeur en 1954, passe le CAPES d'histoire en 1958, l'agrégation en 1960 et est nommé maître de conférences. Dans le même temps, il est chargé de la création de l'Union des étudiants communistes.
Le XXe congrès du Parti communiste de l'Union soviétique en 1956 et, en 1960-1961, « l'affaire Servin-Casanova » - du nom de deux hauts responsables communistes sanctionnés pour leurs thèses khrouchtchéviennes - ébranlent ses convictions. Un peu marginal dans le parti, mais très soutenu par Roland Leroy, Jean Elleinstein pratique une liberté de ton qui le rapproche des communistes italiens ou espagnols. Nommé directeur adjoint du Centre d'études et de recherches marxistes, il publie entre 1972 et 1975 une Histoire de l'Union soviétique dans laquelle il s'émancipe sensiblement de la version orthodoxe, exprimée depuis 1945 par Jean Bruhat. En cohérence avec sa politique d'ouverture en cette période d'union de la gauche et d'eurocommunisme, le PCF le laisse faire. Jean Elleinstein pousse sa liberté en publiant, en 1975, une Histoire du phénomène stalinien, dans lequel il analyse le stalinisme comme le produit malheureux des circonstances historiques.
Il devient le porte-parole non officiel d'un communisme proclamé démocratique et rénové avec Le PC et Lettre ouverte aux Français sur la République du Programme commun, dans le contexte du XXIIe Congrès du PCF, tenu en février 1976, marqué par la tentative de rupture avec le système soviétique, sous l'impulsion de Jean Kanapa. À la suite de l'échec de l'union de la gauche en 1977 et du rapprochement de Georges Marchais avec Brejnev, et surtout a sa collaboration régulière au Figaro Magazine, on considère au deuxième semestre 1980 dans les instances dirigeantes du PCF « qu'il s'est exclu lui-même du parti » et qu'il n'est donc pas nécessaire de prendre une telle mesure.

## Travaux et trajectoire intellectuelle
Jean Elleinstein est décrit par Le Monde comme « un intellectuel militant ».
Pour Djamel Mermat, Jean Elleinstein ne fut ni complètement un « intellectuel autonome », ni même un « intellectuel de parti » : il acquit « une certaine notoriété dans le champ politique à compter des années 70, en mettant ses qualités intrinsèques au service du Parti. Cependant, s'il a été un formidable interprète, relais, et soutien casuel des entreprises officielles de changement, il en a aussi souvent été l'instigateur ». Il fait partie des alliés du groupe dirigeant engagé dans l'aggiornamento du PCF sur lesquels Georges Marchais s'appuie dans les années 1972-1977 avant de changer d'orientation. Ainsi, l'engagement eurocommuniste de Jean Elleinstein accompagne la « ligne Marchais » et les réformistes qui souhaitent marquer plus nettement leurs distances vis-à-vis de l'URSS et des pays socialistes. Après qu'il a décrit en 1975 le phénomène stalinien comme une violation de la « légalité socialiste », il joue « le rôle de guide idéologique au sujet du présent et du passé de l’Union soviétique ». L'invective célèbre du premier secrétaire du PCF : « Des Elleinstein, donnez-m’en deux cent mille, je les prends tous! » amplifie encore la portée des travaux de l'historie.
Son Histoire de l’URSS en quatre volumes possède ainsi une certaine liberté de ton, même si « cette autonomie rencontra des limites, posées à la fois par la direction (par exemple, concernant les archives ou certaines réinterprétations d’épisodes controversés de son passé) et par le refus de ces mêmes historiens d’écrire une histoire suffisamment indépendante des enjeux politiques et idéologiques ». Dans son ouvrage consacré au Parti communiste publié en 1976, Jean Elleinstein se fait le promoteur d'un « socialisme aux couleurs de la France », socialisme qui sera « radicalement » différent de celui existant ailleurs (en URSS, en Chine…) parce qu’il « maintiendra la démocratie politique et les libertés publiques ». Il soutient alors que le Parti communiste français a toujours respecté la liberté et la démocratie et que l'on peut seulement lui reprocher « de ne pas avoir jadis critiqué » d'autres Partis communistes pour ce qu'ils ont « fait dans d’autres pays ». Cette faiblesse a été, selon lui, réparée à partir des années 1973-1975.
C'est en 1977-1978 pour qu'il se démarque très nettement des autres dirigeants du Parti, en acceptant la qualification de « communiste critique ». Il prend alors le risque d’écrire dans la presse dite « bourgeoise » voulant ainsi prouver « que l’on pouvait avoir une pensée autonome tout en restant communiste ». Mais, avant son éloignement du Parti, il aura marqué son temps et sa formation politique en publiant des livres essentiels pour le Parti communiste français, principalement sur l'URSS et le phénomène stalinien.

## Publications
- La Révolution des Révolutions, Paris, Éditions sociales, 1967
- Histoire de l'URSS en 4 tomes, Paris, Éditions sociales, coll. « Notre temps » :
  - La Conquête du pouvoir, 1917-1921, 1972, 215 p.
  - Le Socialisme dans un seul pays, 1973, 313 p.
  - L'URSS en guerre, 1939-1946, 1974, 236 p.
  - L'URSS contemporaine, 1975, 323 p.
- Histoire du phénomène stalinien, Paris, Grasset, 1975, 248 p.
- Le PC, Paris, Grasset, 1976, 210 p.
- Lettre ouverte aux Français sur la République du Programme commun, Paris, Albin Michel, 1977, 215 p.
- Une certaine idée du communisme, Paris, Julliard, 1979
- Dialogue inattendu, avec Thierry Maulnier, Flammarion, 1979
- Histoire du communisme (1917-1945), Paris, édition Janninck, 1980, 158 p.
- Ils vous trompent, Camarades, Paris, Pierre Belfond, 1981, 214 p.  (ISBN 2-7144-1376-5)
- Marx, sa vie, son œuvre, Paris, Fayard, 1981, 735 p.
- Staline, Paris, Fayard, 1984, 575 p. Prix M. et Mme Louis-Marin de l’Académie française en 1985
- Histoire mondiale des socialismes, Armand Colin, 1984
- Goliath contre Goliath 1941-1949 ; l'enfance des Grands, Paris, Fayard, 1986
- La Paix froide ; histoire des relations États-Unis/URSS depuis 1950, Paris, Londreys, 1988
- D'une Russie à l'autre, vie et mort de l’URSS, Éditions Sociales, 1992, 763 p.

## Filmographie

### Scénariste
- 1979 : Les Dossiers de l'écran : Staline-Trotsky : Le Pouvoir et la révolution d'Yves Ciampi
- 1980 : Les Dossiers de l'écran : Le Grand Fossé d'Yves Ciampi[7]
- 1980 : Les Dossiers de l'écran : Le président est gravement malade d'Yves Ciampi
- 1981 : Staline est mort d'Yves Ciampi
- 1984 : Yalta d'Yves-André Hubert